# Smittium incrassatum
Smittium incrassatum är en svampart som beskrevs av Kobayasi 1971. Smittium incrassatum ingår i släktet Smittium och familjen Legeriomycetaceae.   Inga underarter finns listade i Catalogue of Life.